# Société de Dietrich et Cie de Lunéville

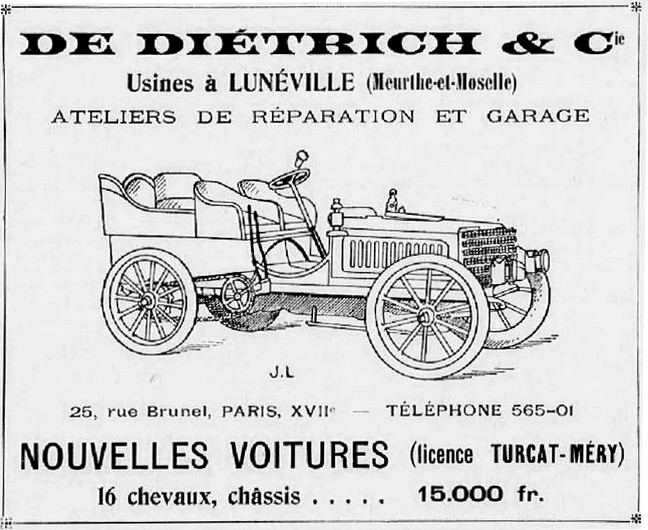
Anzeige von 1902 für den De Dietrich Type Ibis

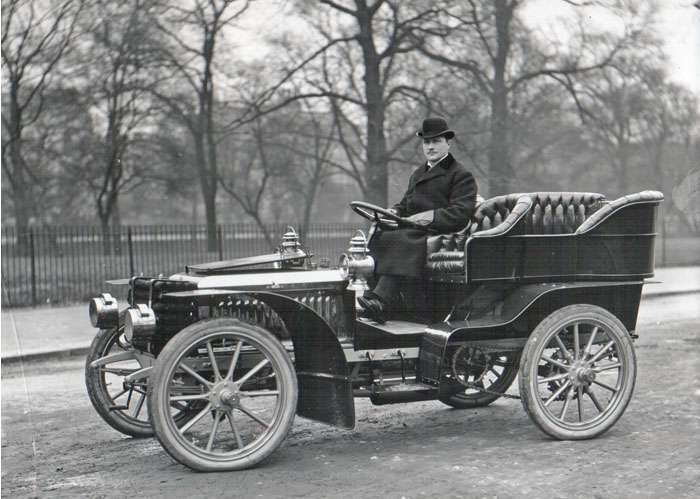
De Dietrich Type Ibis von 1903

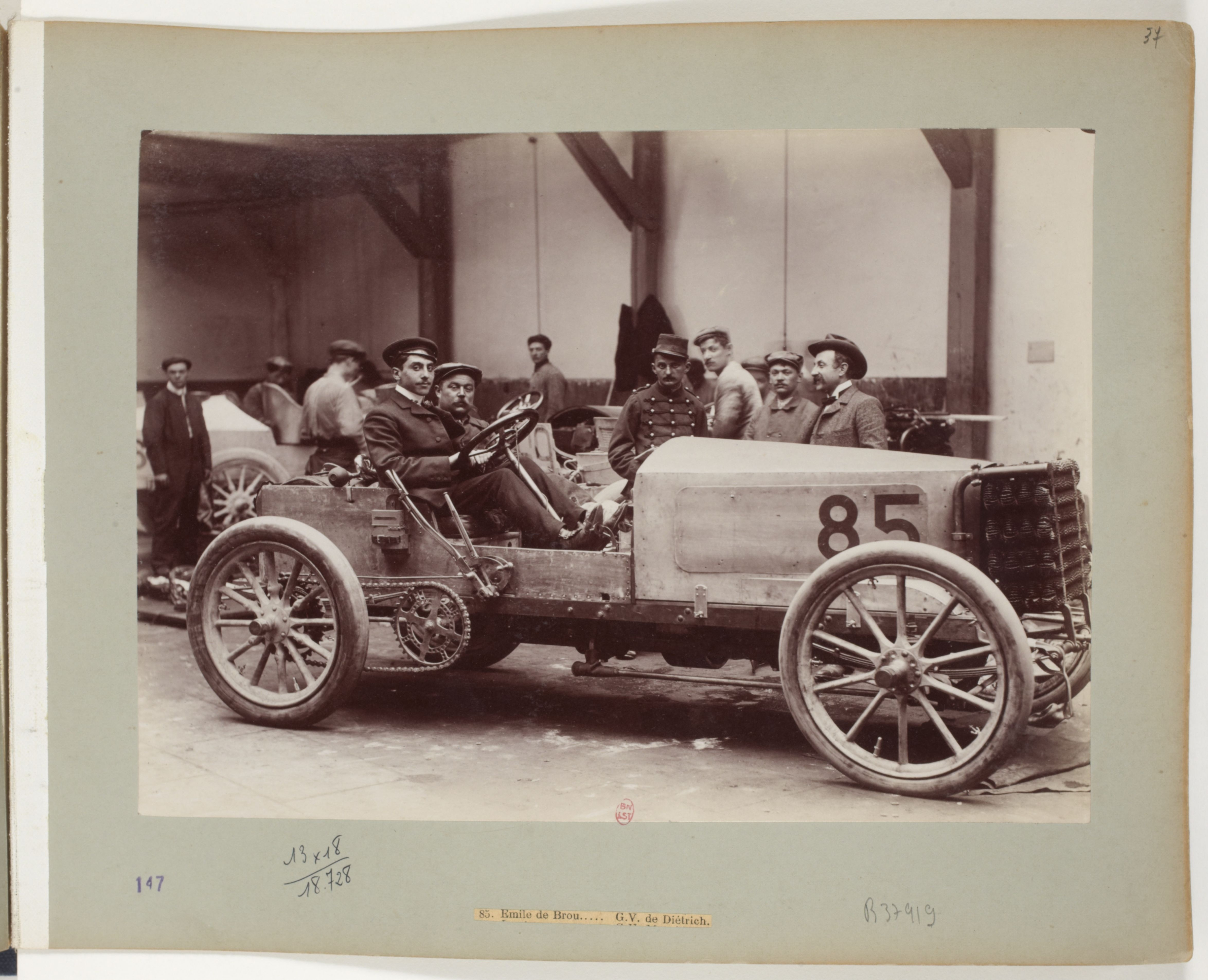
Rennwagen 45 CV von 1903

Société de Dietrich et Cie de Lunéville war ein französischer Hersteller von Automobilen und Eisenbahnwagen.

## Vorgeschichte
Der Konzern De Dietrich et Cie existierte seit den 1680er Jahren in Frankreich. Zumindest um 1870 lag der örtliche Schwerpunkt im Elsass und teils in Lothringen. Die Abteilung für Eisenbahnfahrzeuge De Dietrich Ferroviaire war in Reichshoffen ansässig. Die Niederlage Frankreichs im Deutsch-Französischen Krieg von 1870–1871 führte dazu, dass das Unternehmen nun seinen Sitz im deutschen Reichsland Elsaß-Lothringen hatte. Es drohte der Verlust des französischen Marktes. 1880 wurde eine Niederlassung im französischen Lunéville gegründet. Edouard de Turckheim, der in die Familie De Dietrich eingeheiratet hatte, leitete zunächst die Niederlassung. 1890 übernahm sein Sohn Adrien de Turckheim die Leitung.
Eine Absatzrückgang in den 1890er Jahren führte dazu, dass sich das Unternehmen nach einem weiteren Produktionszweig umsah: Automobile.
Eugène de Dietrich leitete das Hauptwerk im deutschen Niederbronn. Zwei Quellen geben an, dass er 1896 ein Abkommen mit Amédée Bollée fils traf, um eines seiner Fahrzeuge in Lizenz zu fertigen. Bereits nach kurzer Zeit war das Modell nicht mehr gut genug. Zur Verbesserung beauftragte er die Niederlassung in Lunéville mit der Entwicklung und Anfertigung stärkerer Rahmen. Auf diese Weise begann 1897 in Lunéville die Automobilproduktion.
Eine andere Quelle meint, dass Adrien de Turckheim im März 1897 die Lizenz von Amédee Bollée fils erwarb. Zunächst entstanden 20 Fahrzeuge. Im Sommer 1897 wurde ein eigenständiger Lastkraftwagen mit einem Zweizylinder-Frontmotor entwickelt.

## Unternehmensgeschichte
Am 30. Dezember 1897 wurde aus der Niederlassung das eigenständige Unternehmen Société de Dietrich et Cie de Lunéville. Die Rechtsform war eine Société en commandite. Mitglieder der Familien de Turckheim und de Dietrich waren beteiligt. Die Produktion von Automobilen wurde fortgesetzt. Der Markenname lautete weiterhin De Dietrich.
1901 waren die Modelle nach Bollée-Art veraltet, was sich auch beim Rennen von Paris nach Berlin im Juni 1901 zeigte. Anfang 1902 wurde ein neues Abkommen mit Turcat-Méry geschlossen, um deren Fahrzeuge mit Frontmotor in Lizenz herzustellen.
1905 kam es zum Streit zwischen Adrien de Turckheim und Eugène de Dietrich. Adrien de Turckheim und Léon Turcat fanden mit Henri Estier, André Lebon, Léopold Renouard und Hubert de Pourtalès vier Personen, die sie finanzkräftig unterstützten, und schafften die komplette Absplittung vom De-Dietrich-Konzern. Das neue Unternehmen hieß Société Lorraine des Anciens Établissements de Dietrich et Cie. Als Markenname wurde Lorraine-Dietrich gewählt.
Die Burlington Carriage Company vertrieb die Fahrzeuge beider De-Dietrich-Marken im Vereinigten Königreich.
De Dietrich baute mindestens bis 1911 weiterhin Eisenbahnwagen in Lunéville.

## Fahrzeuge
Zunächst entstanden Fahrzeuge mit liegenden Zwei- und Vierzylindermotoren von Bollée. Dazu gehören 6 CV, 9 CV, 10 CV und 12 CV, die es als Pkw und Lkw gab, und zusätzlich die Rennwagen 18 CV, 24 CV, 7 CV, 11 CV und 15 CV. Die beiden erstgenannten Modelle gab es auch aus deutscher Produktion, dort 6 PS und 9/10 PS genannt.
Nach Turcat-Méry-Lizenz sind für 1902 und 1903 Type I mit einem Zweizylindermotor sowie die Type H, Type Ibis und Type M mit Vierzylindermotor, automatisch gesteuerten Einlassventilen, Vierganggetriebe und Kettenantrieb bekannt.
Außerdem gab es die Rennwagen 30 CV, 45 CV und Type R.
1904 standen die Modelle Type SH, Type SI, Type SM, Type SP sowie der Rennwagen 80 CV im Sortiment.
1905 wurden Type CI, Type CM, Type CO, Type CR und der Rennwagen Type DX angeboten.
Außerdem umfasste zumindest 1900 das Sortiment auch Lastkraftwagen und 1903 Omnibusse.
Nachstehend eine Tabelle der Modelle.
| Modell    | Ausführungen                 | von  | bis  | Zylinder | Bohrung (mm) | Hub (mm) | Hubraum (cm³) | Steuer-PS (CV) | Radstand (mm) | Text      |
| --------- | ---------------------------- | ---- | ---- | -------- | ------------ | -------- | ------------- | -------------- | ------------- | --------- |
| 6 CV      |                              | 1897 | 1899 | 2        | 95           | 160      | 2268          | 6              |               | auch Lkw  |
| 9 CV      |                              | 1898 | 1899 | 2        | 112          | 160      | 3153          | 9              |               | auch Lkw  |
| 10 CV     |                              | 1899 | 1901 | 2        |              |          |               | 10             |               | auch Lkw  |
| 12 CV     |                              | 1899 | 1901 | 2        |              |          |               | 12             |               | auch Lkw  |
| 18 CV     |                              | 1900 | 1900 | 4        | 112          | 160      | 6305          | 18             |               | Rennwagen |
| 24 CV     |                              | 1901 | 1901 | 4        |              |          |               | 24             |               | Rennwagen |
| 7 CV      |                              | 1901 | 1901 |          |              |          |               | 7              |               | Rennwagen |
| 11 CV     |                              | 1901 | 1901 |          |              |          |               | 11             |               | Rennwagen |
| 15 CV     |                              | 1902 | 1902 |          |              |          |               | 15             |               | Rennwagen |
| Type I    |                              | 1902 | 1903 | 2        | 104          | 120      | 2039          | 8              |               |           |
| Type H    |                              | 1902 | 1903 | 4        | 90           | 120      | 3054          | 12             |               |           |
| Type Ibis |                              | 1902 | 1903 | 4        | 104          | 120      | 4077          | 16             |               |           |
| Type M    |                              | 1902 | 1903 | 4        | 120          | 120      | 5429          | 24             |               |           |
| 30 CV     |                              | 1903 | 1903 | 4        |              |          |               | 30             |               | Rennwagen |
| 45 CV     |                              | 1903 | 1903 | 4        | 150          | 150      | 10603         | 45             |               | Rennwagen |
| Type R    |                              | 1903 | 1903 | 4        | 155          | 160      | 12076         | 60             | 2615          | Rennwagen |
| Type SH   | Type KSH, Type LSH           | 1904 | 1904 | 4        | 90           | 120      | 3054          | 12             | 2460–2510     |           |
| Type SI   | Type KSI, Type LSI           | 1904 | 1904 | 4        | 104          | 120      | 4077          | 16             | 2490–2540     |           |
| Type SM   | Type KSM, Type LSM           | 1904 | 1904 | 4        | 120          | 120      | 5429          | 24             | 2540–2590     |           |
| Type SP   | Type KSP, Type LSP           | 1904 | 1904 | 4        | 130          | 130      | 6902          | 35             | 2656–2715     |           |
| 80 CV     |                              | 1904 | 1904 | 4        | 155          | 170      | 12831         | 80             | 2720          | Rennwagen |
| Type CI   | Type SCI, Type CCI, Type TCI | 1905 | 1905 | 4        | 104          | 120      | 4077          | 16             | 2750–3150     |           |
| Type CM   | Type SCM, Type CCM, Type TCM | 1905 | 1905 | 4        | 120          | 120      | 5429          | 24             | 2800–3200     |           |
| Type CO   | Type SCO, Type CCO, Type TCO | 1905 | 1905 | 4        | 140          | 130      | 8005          | 40             | 2850–3250     |           |
| Type CR   | Type SCR, Type CCR, Type TCR | 1905 | 1905 | 4        | 155          | 160      | 12076         | 60             | 2930–3330     |           |
| Type DX   |                              | 1905 | 1905 | 4        | 190          | 150      | 17011         | 120            |               | Rennwagen |

## Erhaltene Fahrzeuge

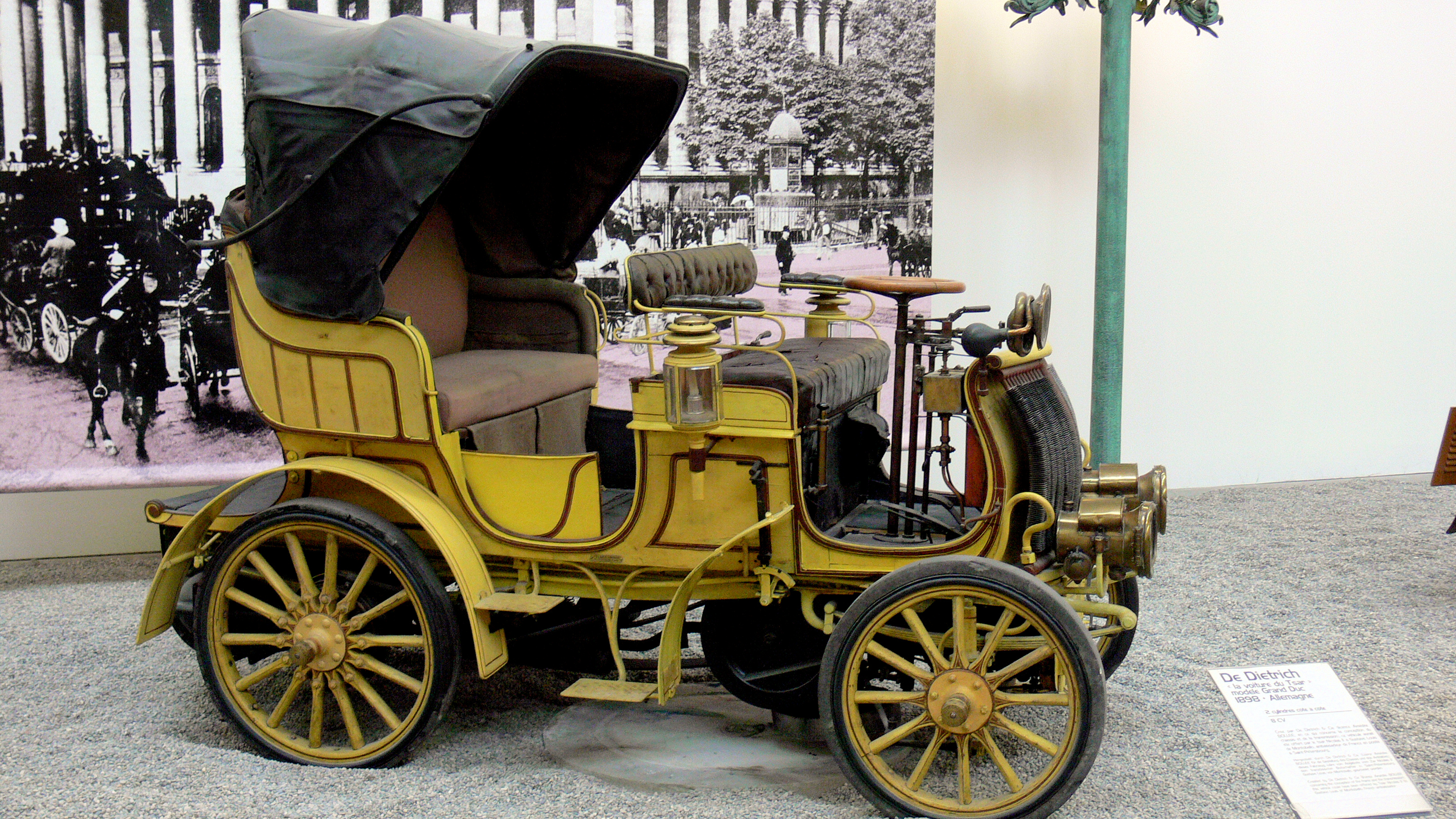
De Dietrich 6 CV von 1899

De Dietrich Type SM von 1903

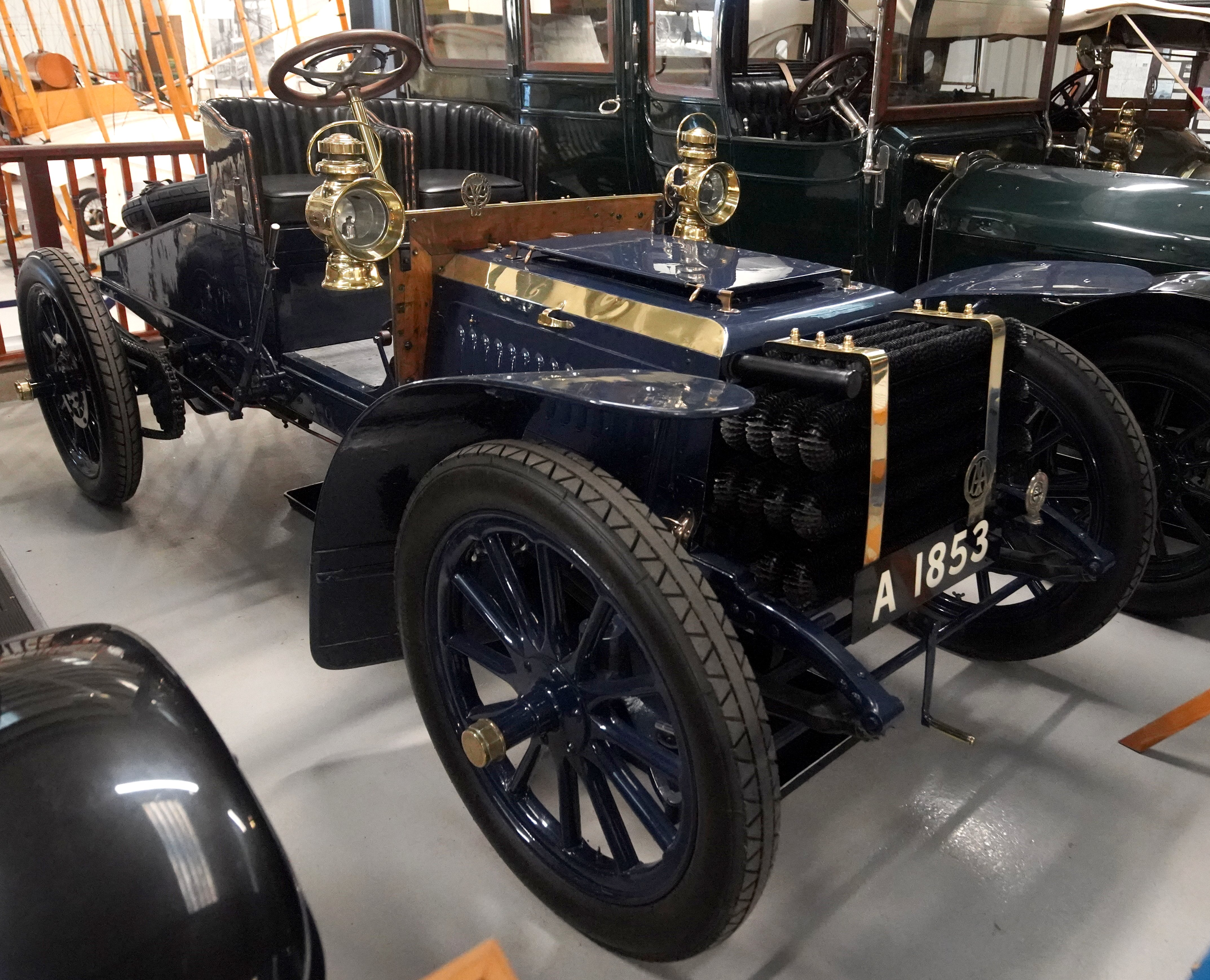
De Dietrich Type SM von 1903

Ein gelber 6 CV als Doppelphaeton gehört zur Sammlung der Cité de l’Automobile in Mülhausen. 2018 war er anlässlich einer Sonderausstellung im Technik-Museum Speyer ausgestellt – dort explizit mit der Angabe Produktionsort Lunéville. Eine Quelle datiert ihn auf das Jahr 1899.
Ein 16-CV-Teilnahmefahrzeug des Autorennens von Paris nach Wien 1902 mit dem britischen Kennzeichen A 2101 wurde 2014 für 1.255.644 Euro versteigert. Bonhams nennt dagegen einen Betrag von 1.121.899 Euro inklusive Aufgeld.
Ein 24 CV von 1903 mit dem Kennzeichen 3 JOT steht im National Motor Museum im britischen Beaulieu und nimmt gelegentlich am London to Brighton Veteran Car Run teil.
Ein anderer 24 CV von 1903 mit dem Kennzeichen A 1853 steht in der Shuttleworth Collection.

## Stückzahlen und Umsatz
Nachstehend eine Tabelle mit der Anzahl hergestellter Automobile und dem Umsatz aus Automobilverkäufen. Das Geschäftsjahr lief jeweils bis Ende September.
| Geschäftsjahr | Anzahl hergestellter Automobile | Umsatz aus Automobilverkäufen (in Francs) |                                                                          |
| ------------- | ------------------------------- | ----------------------------------------- | ------------------------------------------------------------------------ |
| 1898          | 72                              | 642.000                                   |                                                                          |
| 1899          | 100                             | 952.000                                   |                                                                          |
| 1900          | 107                             | 1.121.000                                 |                                                                          |
| 1901          | 164                             | 1.440.000                                 |                                                                          |
| 1902          | 253                             | 2.550.000                                 |                                                                          |
| 1903          | 311                             | 4.950.000                                 |                                                                          |
| 1904          | 277                             | 4.722.000                                 |                                                                          |
| 1905          | 430                             | 6.425.000                                 | Diese Angaben können bereits Zahlen der Nachfolgegesellschaft enthalten. |

Einzelne Zahlen werden an anderer Stelle in der gleichen Quelle und in anderen Quellen bestätigt, wobei dort nicht auf das abweichende Geschäftsjahr eingegangen wird. So sind 72 Autos für 1898, 107 für 1900, 164 für 1901 und 253 für 1902 genannt sowie 642.000 Franc für 1898 und 1.440.000 Franc für 1901.